# Heteroconis africana
Heteroconis africana is een insect uit de familie van de dwerggaasvliegen (Coniopterygidae), die tot de orde netvleugeligen (Neuroptera) behoort. 
De wetenschappelijke naam Heteroconis africana is voor het eerst geldig gepubliceerd door Monserrat & Díaz-Aranda in 1988.